# Sutjeska (rzeka)
Sutjeska – rzeka we wschodniej Bośni i Hercegowinie o długości ok. 35 km. Jest lewym dopływem Driny.

## Geografia
Rzeka przepływa przez Park Narodowy Sutjeska pomiędzy masywem Zelengora a górami Maglić, Volujak i Bioč. Sutjeska wyrzeźbiła kanion o głębokości 1200 metrów i przecinającą w połowie park dolinę Tjentište.